# Yum! Brands
Pour les articles homonymes, voir YUM et Tricon.
Yum! Brands ou simplement Yum!  est une multinationale américaine spécialisée dans la restauration rapide.
Le groupe est coté à la Bourse de New York.  Il contrôle les entreprises Pizza Hut, KFC, Taco Bell, et Habit Burger & Grill (en).
Avec une présence dans 136 pays et un chiffre d'affaires de $6,8 milliards de dollars, Yum est en 2022 le deuxième plus important groupe de fast-food, derrière McDonalds et devant Restaurant Brands International (Burger King).
Son siège est basé à Louisville dans le Kentucky.

## Revenus
- Revenus de franchises et de licences (47 268 restaurants fin 2018).

- Ventes des restaurants gérés en propre (856 restaurants fin 2018).

- Divers

## Histoire
En 1997, PepsiCo qui détient les enseignes de restauration rapide KFC, Pizza Hut et Taco Bell souhaitait s'en désengager. 
Le 7 octobre 1997, un nouveau groupe Tricon Global Restaurants se constitue et rachète les enseignes, formant ainsi un nouvel ensemble indépendant. En mars 2002, Tricon annonce l'acquisition de Yorkshire Global Restaurants, dont le siège est à Lexington dans le Kentucky, et ses deux enseignes : Long John Silver’s et A&W Food. En cette même occasion la direction annonce son intention de changer le nom du groupe. L'acquisition de Yorkshire est effective le 7 mai 2002 et le 16 mai 2002, le groupe change de nom et devient Yum! Brands.
La moitié des bénéfices est réalisée en Chine[réf. nécessaire].
Entre 2001 et 2010, Yum! Brands investit 300 € millions dans le développement de KFC en France, dont 100 € millions en 2009. En juillet 2014, le groupe subit une forte baisse de sa valeur boursière (-6 %) à la suite de problèmes sanitaires identifiés en Chine.
En 2005, après avoir fermé ses premiers restaurants rapides, ouverts dans les années 1990, Yum! Brands revient en Russie en rachetant 40 % de son principal concurrent, la chaîne de restauration rapide russe Rostic's, les 70 enseignes passent sous la bannière KFC dès 2006[réf. souhaitée].
En 2008, à l'occasion de la Clinton Global Initiative (voir Fondation Clinton), Yum! Brands s'est engagé à dégager sur 5 ans 80 millions de dollars pour fournir 200 millions de repas aux enfants des écoles des pays en voie de développement.

### Identité visuelle (logo)

Logo de Tricon Global jusqu'en mars 2002
Logo de Yum! Brands à partir de mars 2002

## Actionnaires
Liste des principaux actionnaires au 6 novembre 2021 :
| Star Equity Holdings                               | 13,3% |
| T. Rowe Price Associates (Investment Management)   | 10,7% |
| Magellan Asset Management                          | 7,45% |
| The Vanguard Group                                 | 7,43% |
| Southeastern Asset Management (en)                 | 4,40% |
| State Street Global Advisors (en) Funds Management | 4,15% |
| Sound Shore Management                             | 3,60% |
| Longview Partners                                  | 2,80% |
| Corvex Management                                  | 2,69% |
| Atticus Management (Investment Management)         | 2,61% |